# لارس باكر
لارس باكر (بالنرويجية البوكمول: Lars Backer)‏ هو مهندس معماري نرويجي، ولد في 5 يناير 1892 في كريستيانية في النرويج، وتوفي في 7 يونيو 1930 في أوسلو في النرويج.

## معرض صور

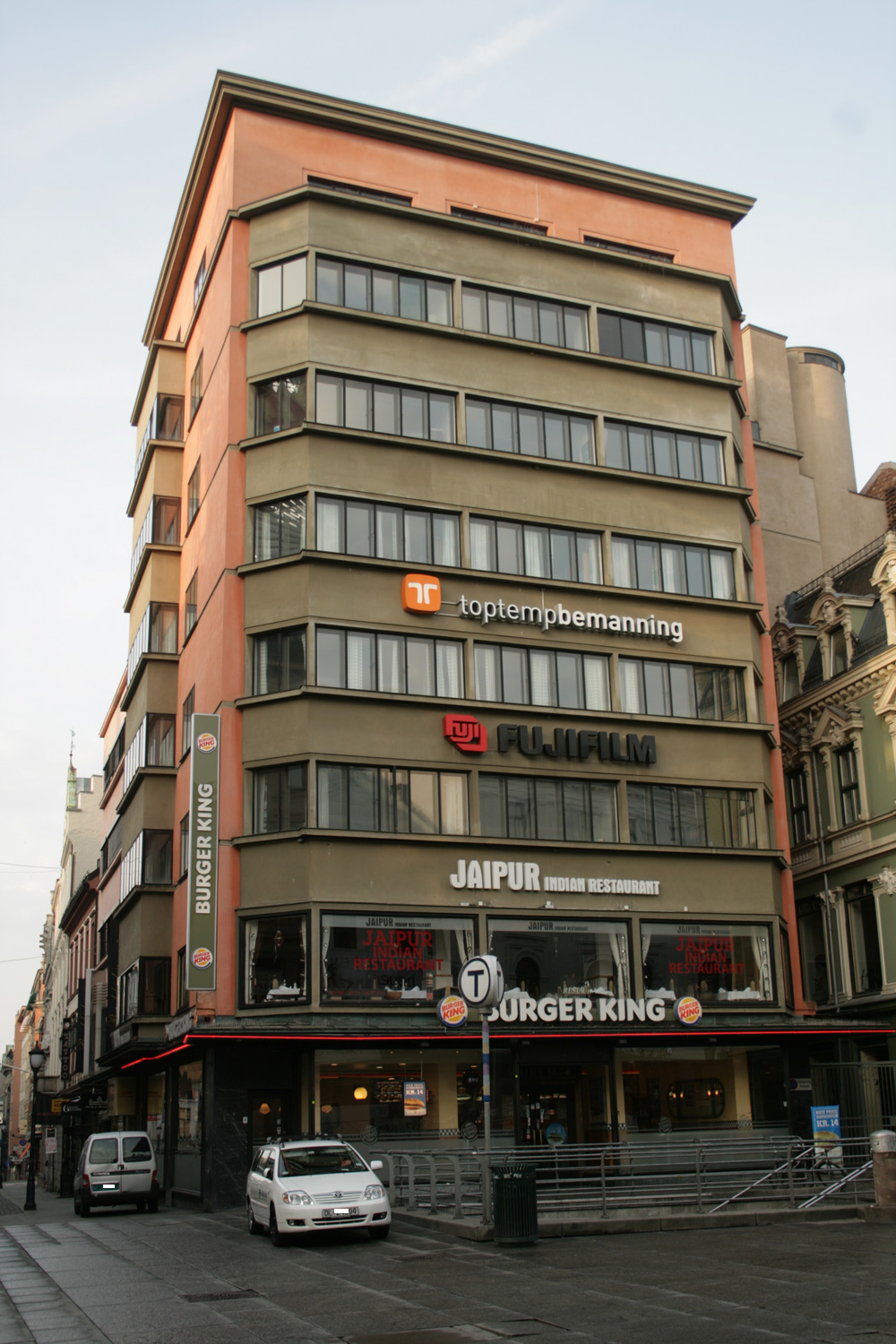
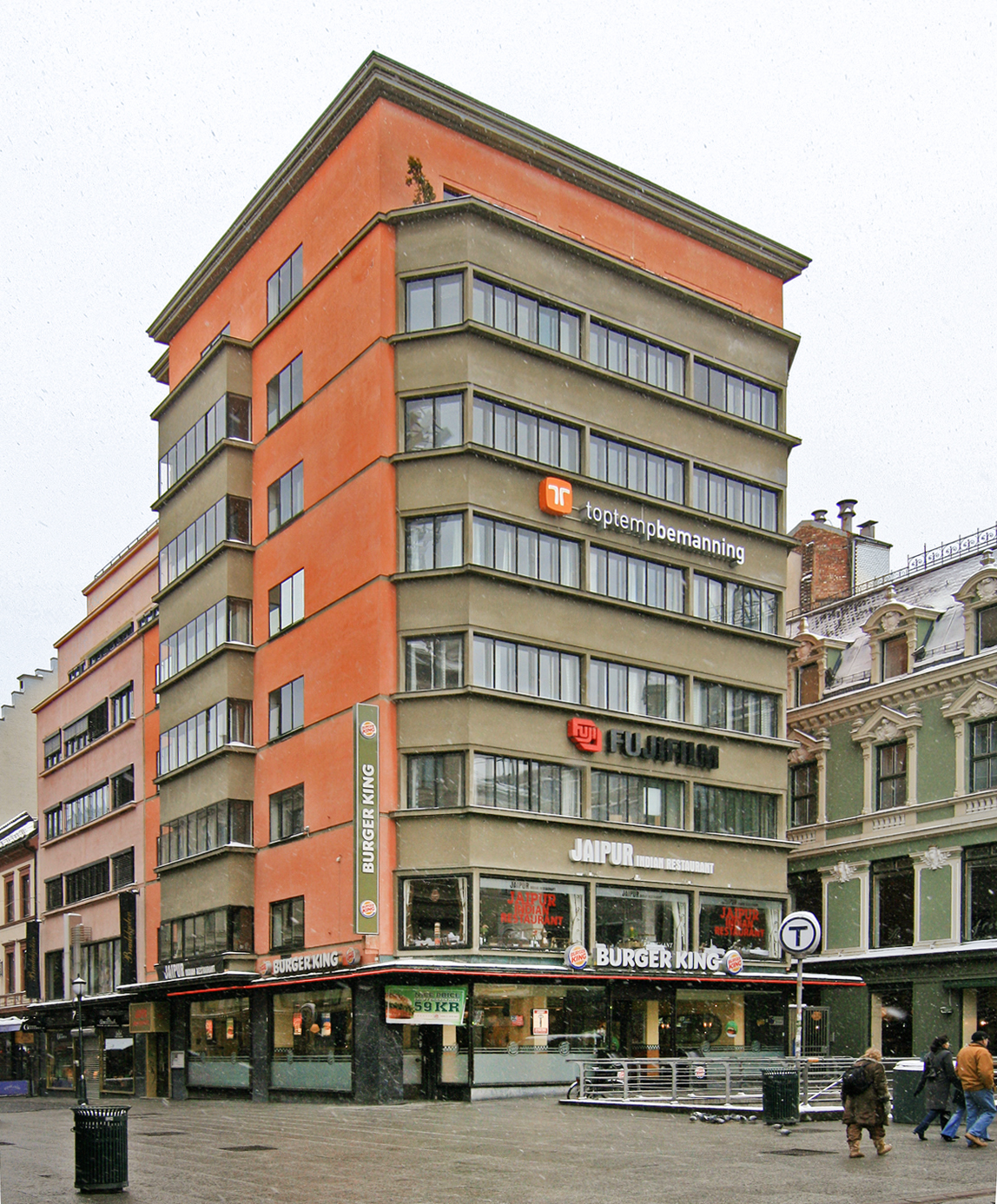
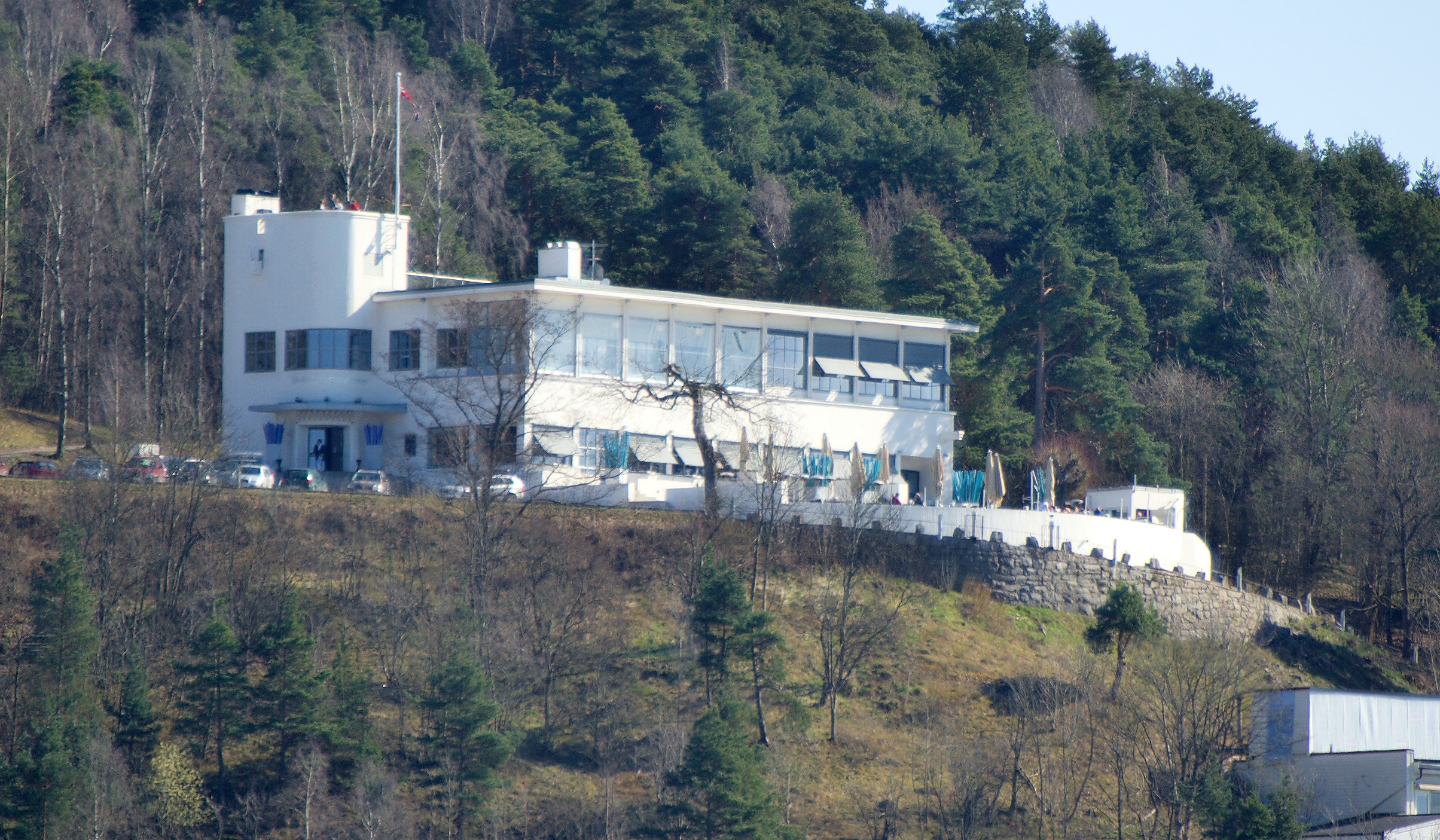